# José Tábata
José Nicolás Tábata (El Tigre, 12 de agosto de 1988) es un exbeisbolista venezolano que jugó en la posición de jardinero. Fue fichado internacionalmente por los Yankees de Nueva York en 2005 y, en 2008, se convirtió en el prospecto número 2 de los Yankees. Jugó en las Grandes Ligas de Béisbol (MLB) para los Piratas de Pittsburgh desde 2010 hasta 2015.

## Carrera del béisbol

### Sistema Yankees
A la edad de 17 años, y en su primer año de béisbol profesional, Tábata dirigió el sistema de fincas de los Yankees en promedio de bateo  .314 para los Yankees de la Costa del Golfo en 2005.
En 2006, Tábata bateó .298 para los bajos Un Charleston RiverDogs . El mismo año, fue seleccionado para participar en la radio por satélite XM All-Star Juego de Futuras Estrellas, como miembro del Equipo del Mundo, que consistía en 25 perspectivas muy promocionado de todo el mundo. En el juego, que era parte de las festividades para el 2006 Juego de las Estrellas en el PNC Park en Pittsburgh, Pennsylvania, jugó el jardín central.
En 2007, Tábata jugó para los Tampa Yankees en Liga del Estado de Florida (A+)

### Piratas de Pittsburgh
El 26 de julio de 2008, Tábata fue adquirido por los Piratas con Ross Ohlendorf , Jeff Karstens, y Daniel McCutchen de los Yankees a cambio de Xavier Nady y Dámaso Marte.
Tábata fue llamado de la Triple-A Indianápolis para hacer su debut en las mayores el 9 de junio de 2010. Posteriormente batea sencillo para su primera liga, importante hit en su primer turno al bate. En la parte superior de la cuarta, Tábata recogió la primera base robada de su carrera. conectó su primer cuadrangular de su carrera.
En 2010, bateó .299. Empató en el octavo en la votación para el Novato del Año, detrás de Ike Davis de los Mets de Nueva York.
El 21 de agosto de 2011, el gerente general de los Piratas Neal Huntington anunció una extensión de contrato por Tabata Tabata hasta 2019. firmó con los Piratas hasta el 2016.
El 2 de julio de 2012, Tabata fue enviado a jugar béisbol de ligas menores de los indios de Indianapolis. Tabata se recordó el 19 de agosto de 2012, cuando Starling Marte fue colocado en la lista de lesionados. 
Tabata comenzó la temporada 2013 con buen pie. El 25 de mayo de 2013, Tabata fue colocado en la lista de lesionados de 15 días. Tabata estaba bateando para .272, con 2 jonrones, 6 RBI y un .744 OPS en sólo 36 partidos con los piratas. .744 OPS de Tabata fue sólo dos puntos fuera de su carrera en la OPS, que es 0.746. Con base en el calendario de recuperación estándar para las cepas oblicuas él calcula a perder el mínimo de 15 días. José terminó la temporada de 2013, con 6 jonrones, una carrera mejor.
Tábata fue outrighted fuera de la lista Piratas el 24 de junio de 2014. Volvió a ser añadido a la lista el 25 de agosto de 2014. Fue designado para asignación el 3 de octubre de 2014. fue llamado de nuevo por los Piratas el 19 de mayo de 2015.

### Los Angeles Dodgers
El 31 de julio de 2015, Tabata fue cambiado a los Dodgers de Los Ángeles a cambio de Michael Morse . Fue asignado a AAA con Oklahoma City Dodgers , donde bateó .225 en 28 juegos en 2015 y .244 en 30 juegos en 2016. Tabata fue liberado por los Dodgers el 11 de junio de 2016.